# Pierre Cohet
 (août 2019).
Pierre Cohet, né à Guettara le 8 mai 1932 et mort à Toulon le 23 janvier 1999, est un commissaire de police. Il dirigea la BCDRC (Brigade centrale de documentation et de recherches criminelles), ancêtre de l'OCRB. Il a terminé sa carrière comme Contrôleur général de la Police nationale. Il est considéré comme un Grand Flic.

## Biographie
Vétéran de la guerre d'Algérie, il occupa plusieurs postes d'importance au sein de la police judiciaire française, notamment en tant que chef du SRPJ d'Angers, de la section criminelle du SRPJ de Marseille ou encore directeur du SRPJ de Rouen.  
Il fut l'un des chefs emblématiques de l'Office Central pour la répression du banditisme. Le commissaire Charles Pellegrini, dont il fut le mentor, déclare qu'il était "le meilleur connaisseur ès criminalité qui se pût trouver sur la place de Paris",. 
Chef de la sûreté urbaine de Nice, il fut également directeur départemental des polices urbaines du Var et commissaire central de Toulon, avant de terminer sa carrière en tant que Contrôleur Général de la Police nationale.